# Laurent Schwartz (mathématicien)
 (mars 2022).
Ne doit pas être confondu avec Hermann Amandus Schwarz.
Pour les articles homonymes, voir Laurent Schwartz et Schwartz.
Laurent Moïse Schwartz est un mathématicien français, né le 5 mars 1915 à Paris où il est mort le 4 juillet 2002.
Il est le premier Français à obtenir la médaille Fields, en 1950 pour ses travaux sur la théorie des distributions. Professeur emblématique à l'École polytechnique de 1959 à 1980, membre de l'Académie des sciences et intellectuel engagé, il s'est distingué par ses nombreux combats politiques.

## Biographie
Laurent Schwartz est issu d’une famille juive d’origine alsacienne, imprégnée de culture scientifique. Il a pour grand-père le rabbin Simon Debré et pour oncle le rabbin Mathieu Wolf. Son père, Anselme, est un chirurgien renommé. Son frère cadet, Daniel Schwartz, est un statisticien réputé. Un autre frère cadet, Bertrand Schwartz, est le fondateur des missions locales d'insertion. Son oncle maternel est le pédiatre Robert Debré. Son grand-oncle par alliance, Jacques Hadamard, est un célèbre mathématicien.

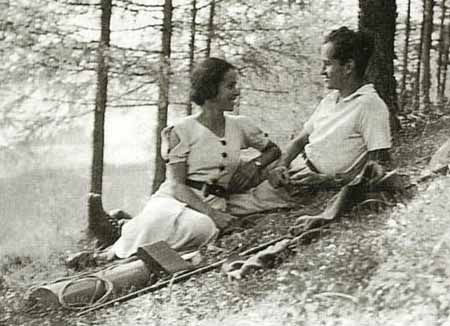
Marie-Hélène Lévy avec Laurent Schwartz.

### Famille
En 1938, il épouse Marie-Hélène Lévy, fille du mathématicien Paul Lévy et elle-même mathématicienne. Ils ont deux enfants, Marc-André et Claudine. En février 1962, alors qu'il n'a pas encore vingt ans, Marc-André est enlevé par un commando de l'OAS et passe deux jours en captivité. Le choc est d'autant plus terrible pour le jeune homme que, juste après sa libération, des rumeurs courent selon lesquelles il aurait lui-même organisé son enlèvement. Après plusieurs tentatives de suicide manquées, il se donne la mort par arme à feu en 1971. Claudine, mathématicienne comme ses parents, a été professeur à l'université Joseph-Fourier de Grenoble.
Laurent Schwartz est inhumé au cimetière d'Autouillet (Yvelines), dans une tombe où reposent aussi son fils Marc-André, son frère Daniel et son oncle Jacques Debré.

### Formation
De l'avis de ses professeurs, la scolarité de Laurent Schwartz est brillante. Élève au lycée Janson-de-Sailly, il excelle en latin, en grec et en mathématiques. Son professeur de 5e disait à ses parents : « Méfiez-vous, on dira que votre fils est doué pour les langues, alors qu'il ne s'intéresse qu’à l'aspect scientifique et mathématique des langues : il faut qu'il devienne mathématicien ». Son seul concurrent, tout aussi brillant que lui, est Anatole Abragam, qui deviendra physicien, et que Laurent retrouvera plus tard à l'Académie des sciences. Son intérêt pour les mathématiques se manifeste réellement lorsqu'il entre en classe de mathématiques élémentaires, après avoir été en classe de première latin-grec.
Bachelier en 1932, il étudie au lycée Louis-le-Grand en classe de mathématiques supérieures puis de mathématiques spéciales. Il est admis en 1934 à l’École normale supérieure, où il suit les cours de Georges Valiron, René Garnier, Joseph Pérès, Francis Perrin et Georges Darmois. Parallèlement, il reçoit à la Faculté des sciences de l'université de Paris l'enseignement d'Arnaud Denjoy (calcul différentiel et intégral), Élie Cartan (géométrie supérieure), Paul Montel (théorie des fonctions et des transformations), Émile Borel (calcul des probabilités) et Jean Chazy (mécanique rationnelle), et y obtient une licence en sciences mathématiques, ainsi qu'une licence en sciences physiques.

### Carrière
Reçu deuxième à l'agrégation de mathématiques en 1937, derrière Gustave Choquet, il effectue son service militaire d’octobre 1937 à août 1939 en tant qu'officier. Ce service est prolongé d'un service actif d’un an pendant la guerre (1939-1940). Il devient ensuite officier de réserve. Démobilisé en août 1940, Schwartz se rend à Toulouse, où habitent ses parents. Son père, alors colonel de réserve du service médical des armées, travaille comme chirurgien à l'hôpital. Laurent Schwartz commence une thèse de doctorat comme attaché de recherche du Centre national de la recherche scientifique de septembre 1940 à décembre 1942. La chance intervient alors pour le sauver du désert scientifique dans lequel il vit : Jean Delsarte et Henri Cartan viennent à Toulouse pour faire passer les oraux du concours d'entrée à l’École normale supérieure. L'épouse de Schwartz, Marie-Hélène Lévy, qui avait traduit quelques années plus tôt des travaux de Cartan, prend l'initiative de le rencontrer. Ce dernier les invite fortement à déménager pour Clermont-Ferrand, où est repliée l'université de Strasbourg. Le changement fut très bénéfique. Laurent Schwartz rencontre le groupe de mathématiciens « Nicolas Bourbaki » ; il appartient à ce groupe jusqu'à la retraite obligatoire à 50 ans. Ces derniers le stimulent suffisamment pour qu'il finisse sa thèse en deux ans. Il obtient le doctorat en sciences mathématiques le 9 janvier 1943 devant la faculté des sciences de Strasbourg (à Clermont-Ferrand) avec une thèse principale intitulée « Études des sommes d'exponentielles réelles » et une thèse complémentaire sur la topologie algébrique. Le jury était composé de Georges Valiron (président), Charles Ehresmann et André Roussel. Laurent Schwartz devient ensuite boursier de l'Aide à la recherche scientifique, fondée par Michelin, de janvier 1943 à septembre 1944.
La vie de Schwartz pendant la Seconde Guerre mondiale est très « mouvementée ». Juif et trotskiste, le couple Schwartz doit se cacher et changer d'identité pour éviter la déportation. Pendant que ses recherches à Clermont progressent, la guerre bat son plein. Sa santé fragile l'empêche de rejoindre la Résistance. L'inefficacité du mouvement trotskiste le remplit de frustration. Deux étudiants juifs se trouvent en même temps que lui à Clermont : Jacques Feldbau, un étudiant d'Ehresmann, et Gorny, réfugié politique, qui avait préparé une thèse de doctorat avec Szolem Mandelbrojt. Jacques Feldbau fut déporté à Auschwitz en novembre 1943 et Gorny en septembre 1942. Il ne les revit jamais.
Après la Libération, Laurent Schwartz devient brièvement chargé de recherches du CNRS (de septembre à décembre 1944), puis chargé de cours (certificat de mathématiques générales) durant un an à la faculté des sciences de l'université de Grenoble en remplacement de Jean Kützmann, prisonnier en Allemagne. Il est également chargé de la préparation des leçons d'agrégation aux élèves de l'École normale supérieure de jeunes filles à Sèvres. Il rejoint ensuite l'université de Nancy, sur l'initiative de Jean Delsarte (doyen) et de Jean Dieudonné (professeur de calcul différentiel et intégral), comme chargé de cours (en octobre et novembre 1945) (mathématiques générales), puis maître de conférences (3e classe) (mécanique rationnelle) (décret du 29 avril 1946). Il est parallèlement chargé du cours Peccot au Collège de France de décembre 1945 à mai 1946 et maître de conférences temporaire à l’École polytechnique d'octobre 1945 à septembre 1948. Il reste sept années à Nancy, étant promu maître de conférences de deuxième classe en janvier 1949, puis professeur titulaire de la chaire de calcul différentiel et intégral en octobre 1949 à l'âge de 34 ans (décret du 26 septembre 1949). Il attire ainsi des étudiants comme Bernard Malgrange, Jacques-Louis Lions, François Bruhat et Alexandre Grothendieck. Sur l'initiative d'Arnaud Denjoy, il passe de Nancy à la faculté des sciences de l'université de Paris en janvier 1952 (Roger Godement lui succède à Nancy). Il y est tout d'abord maître de conférences de calcul des probabilités (arrêté ministériel du 4 mars 1952) et obtient ensuite en 1955 la chaire de calcul différentiel et intégral (Charles Pisot lui succède à la maitrise de conférences de calcul des probabilités). De 1952 à 1962, il fait le cours pour le certificat de méthodes mathématiques de la physique et introduit ainsi la notion de distribution dans l'enseignement supérieur français. En 1958, il devient parallèlement professeur à l'École polytechnique (pour une durée de cinq ans renouvelable), succédant à son beau-père Paul Lévy. Ayant tout d'abord refusé de poser sa candidature à ce poste, il change d'avis au dernier moment, motivé par son désir de refonder l'enseignement mathématique à Polytechnique. Il y a cependant été interdit d'enseignement, de 1961 à 1963, après avoir signé le manifeste des 121, geste peu apprécié de l'encadrement militaire de l'institution. Il y modernise les programmes et y conçoit un centre de recherche mathématique. Il est élu correspondant de l'Académie des sciences le 2 mai 1973, puis membre le 24 février 1975, en section mathématiques. En 1969, il demande auprès du ministère chargé de l'enseignement supérieur son détachement pour devenir professeur à plein temps à l’École polytechnique. Il quitte l’École polytechnique en 1980 et rejoint l'université Paris VII avant de prendre sa retraite en 1983.
Charles Goulaouic lui succède à la tête du département de mathématiques de l'École polytechnique.

### Un mathématicien aux prises avec le siècle
Laurent Schwartz publie son autobiographie, Un mathématicien aux prises avec le siècle, en mars 1997, aux éditions Odile Jacob. L'auteur y retrace ses découvertes mathématiques, mais aussi son engagement politique, notamment en ce qui concerne l'Algérie, le Vietnam, les mathématiciens soviétiques, et ses démêlés avec le système universitaire français.
Le livre a été comparé à d'autres biographies de mathématiciens, notamment celles de Stanislaw Ulam et Norbert Wiener, ainsi qu'à l'essai plus connu L'Apologie d'un mathématicien, de G. H. Hardy.

## Activités entomologistes
Sa mère, passionnée par les sciences naturelles, lui transmet son goût pour l'entomologie : il cultive cette passion toute sa vie et s'intéresse plus particulièrement aux papillons. Sa collection personnelle, léguée au Muséum national d'histoire naturelle, au musée de Lyon, au muséum de Toulouse et au musée de Cochabamba (Bolivie), comportait près de 20 000 spécimens, collectés au cours de ses divers voyages. Plusieurs espèces lui ont été dédiées et portent son nom.

Collection Laurent Schwartz
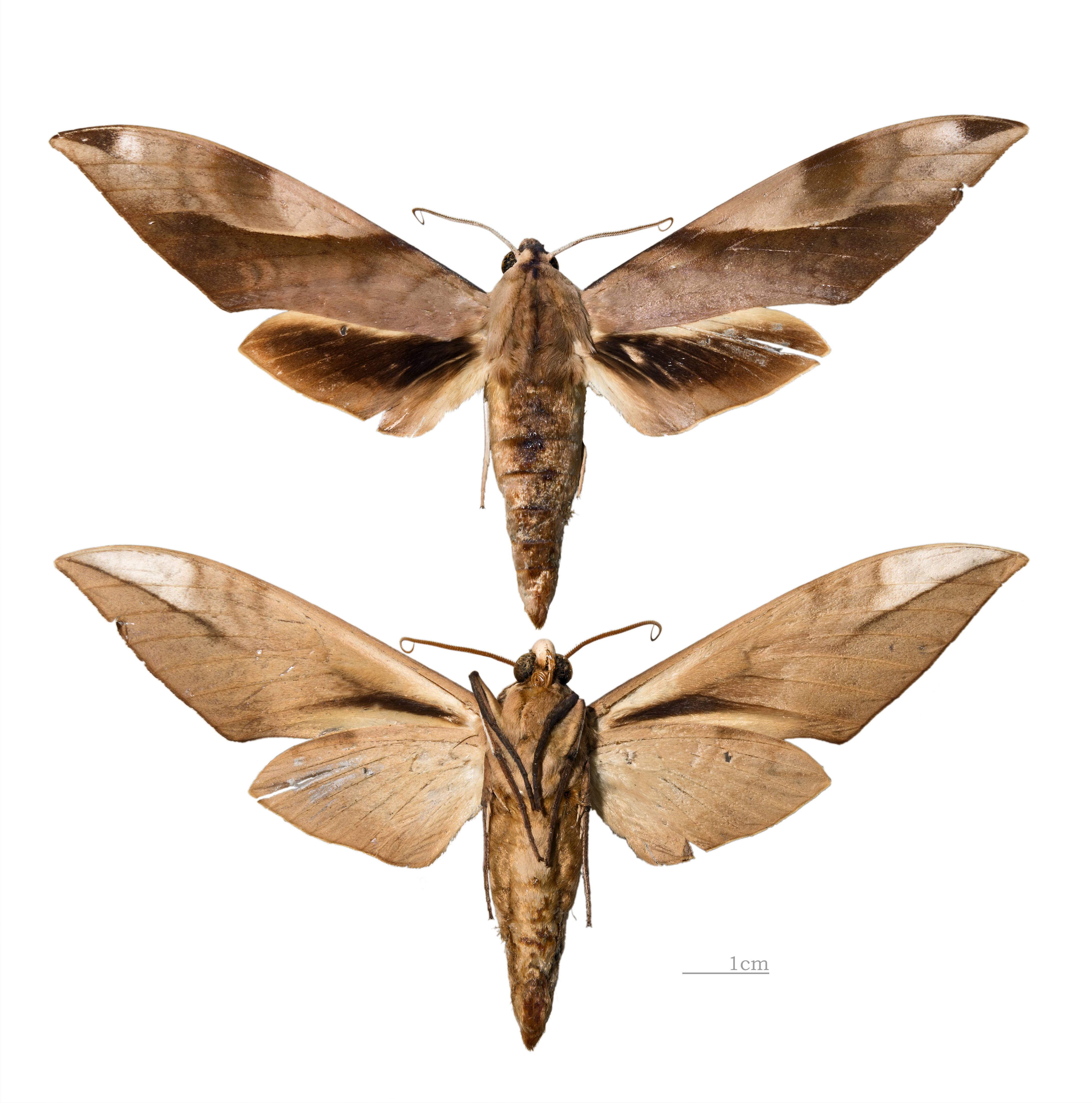
Clanis schwartzi Paratype Muséum de Toulouse.
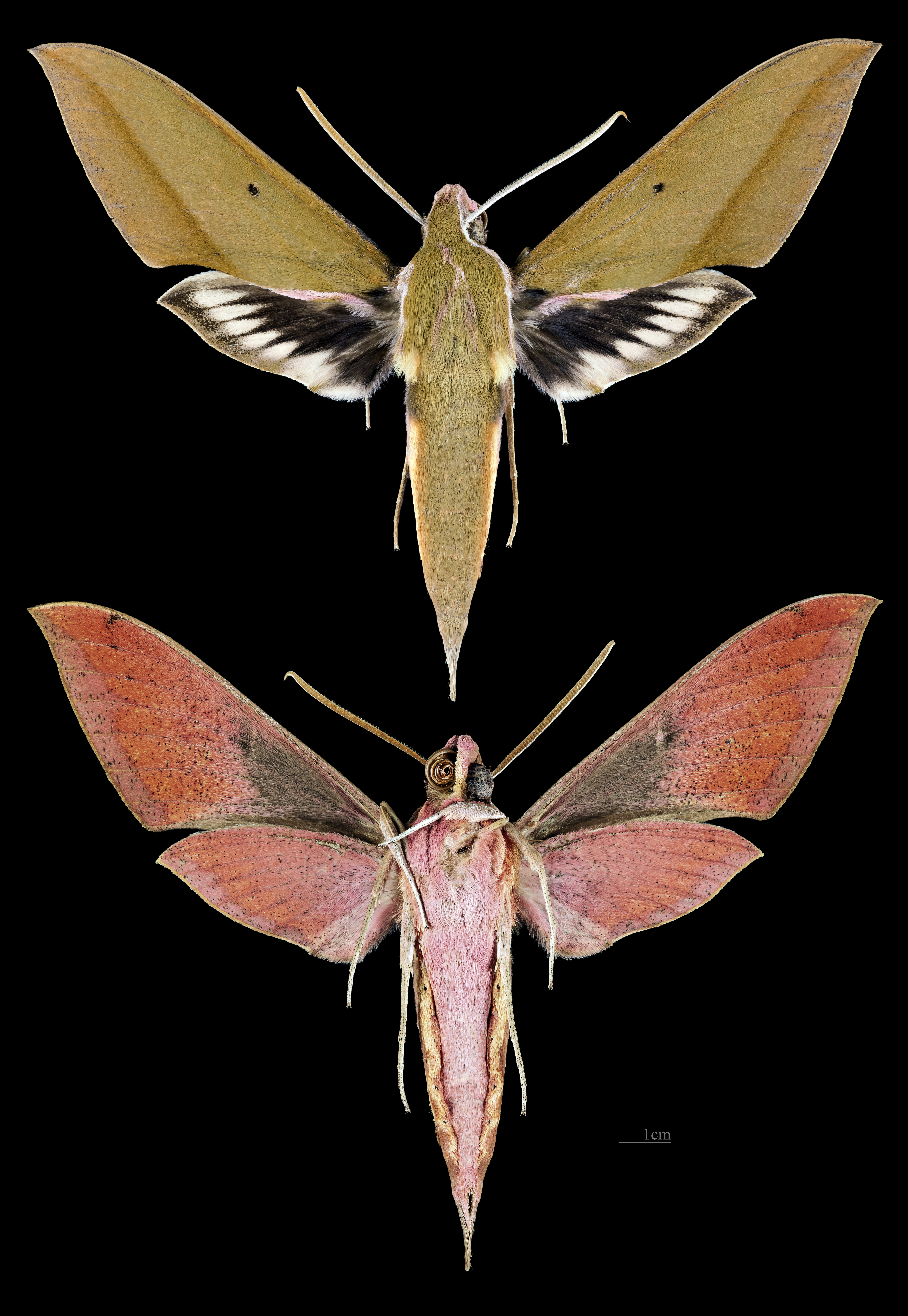
Xylophanes schwartzi Paratype Muséum de Toulouse.
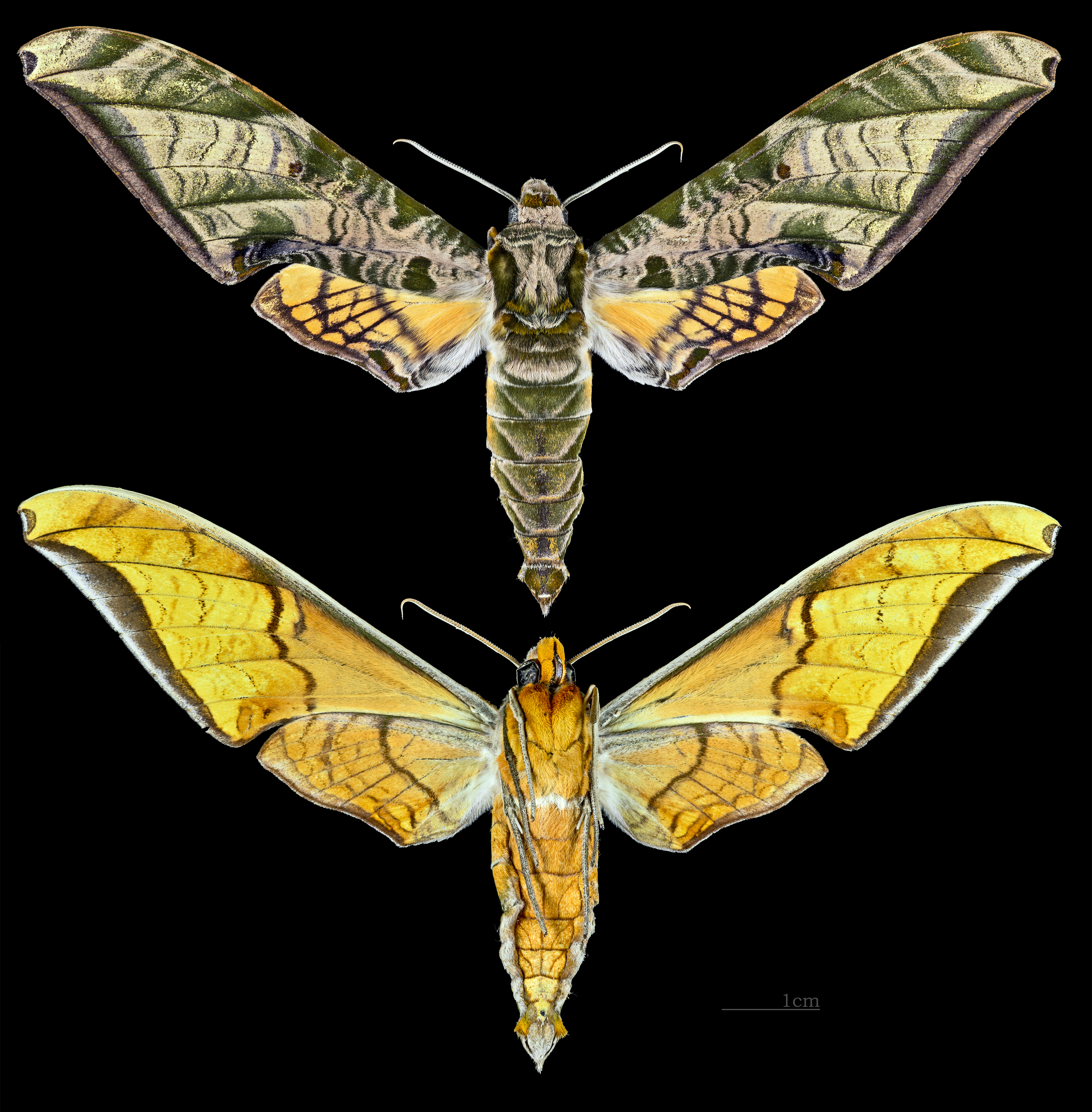
Protambulyx eurycles, Muséum de Toulouse.
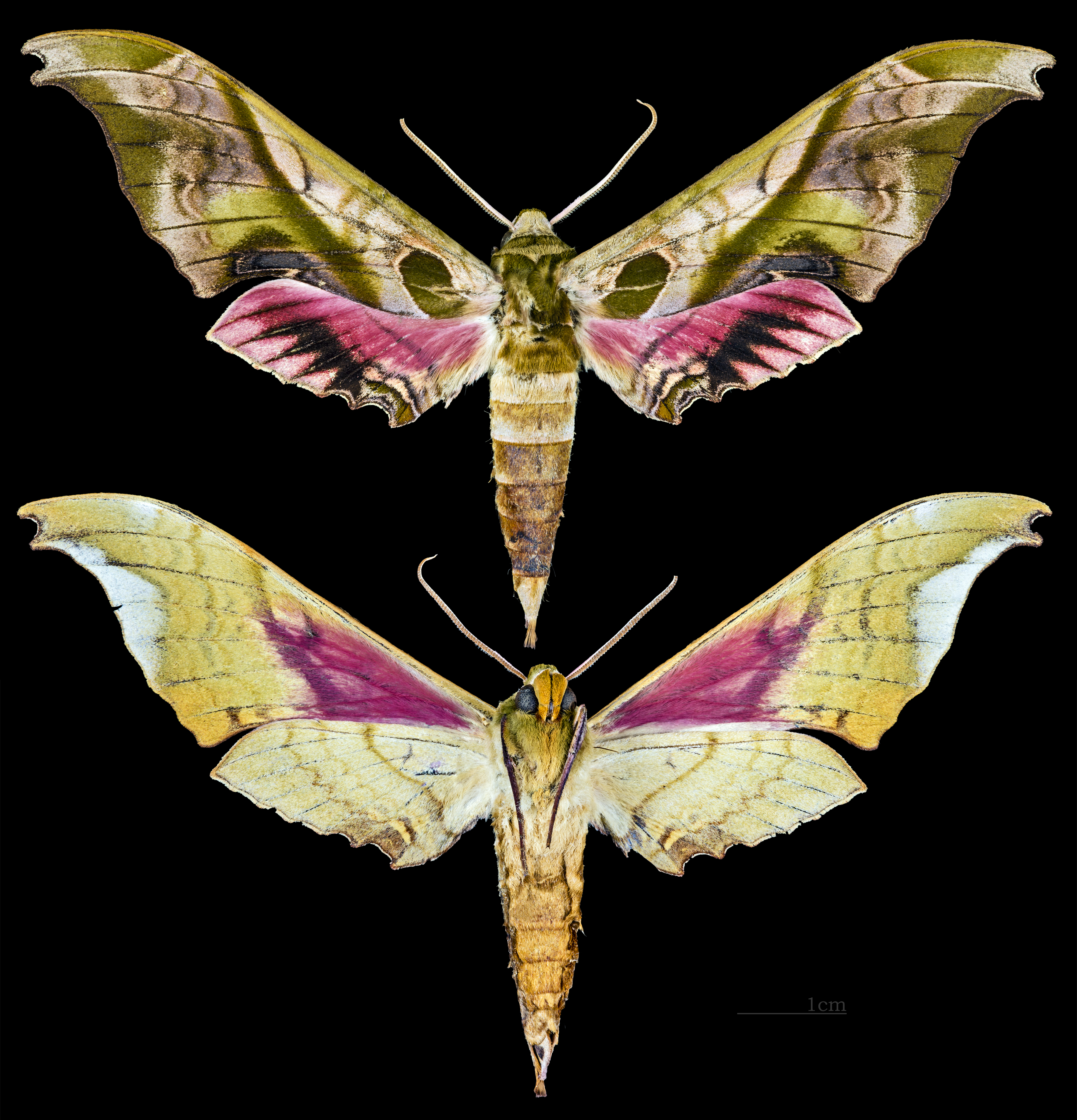
Adhemarius donysa, Muséum de Toulouse.

## Activités

### Apports en mathématiques
Le 30 août 1950, Harald Bohr présente Laurent Schwartz pour la médaille Fields — la distinction la plus prestigieuse pour les mathématiciens de moins de 40 ans — au congrès international de Harvard pour son travail sur les distributions. Il est le premier Français à obtenir cette récompense. Schwartz aura beaucoup de difficultés pour se rendre aux États-Unis et recevoir cette médaille, en raison de « l'interdiction pour lui de se rendre aux États-Unis à la suite de son engagement contre l'intervention américaine au Vietnam et sa participation au Tribunal international présidé par Bertrand Russell ». Sa théorie éclaire les mystères de la fonction de Heaviside ainsi que ceux de la fonction δ de Dirac. Elle ouvre les portes de la théorie des transformées de Fourier et devient d'une importance capitale pour l'étude des équations aux dérivées partielles. Dans le domaine de l'analyse mathématique, les distributions généralisent les fonctions et les mesures. Elles permettent de donner une dérivée (dans un certain sens) à des fonctions qui, au sens usuel, ne sont pas dérivables. Les distributions ont permis d'unifier et de résoudre un certain nombre de problèmes en mathématiques, en physique, et même en électronique. Elles ont permis par exemple de donner un sens à la « fonction » delta de Dirac, nulle sauf en 0 où elle est infinie, et pourtant d'intégrale égale à 1 (en fait, il s'agit d'une mesure), et d'expliquer pourquoi elle est la dérivée de la fonction en escalier valant -1/2 sur ] -∞, 0 [ et 1/2 sur] 0, +∞ [, résultats qui étaient admis jusque-là en électronique, mais n'étaient pas mathématiquement rigoureux.
Le manuscrit sur l'« invention des distributions » est un exemple de l'habileté de Schwartz à présenter les mathématiques. Schwartz est réputé pour un modèle de compréhension et de synthèse des travaux antérieurs de tous ses prédécesseurs dans ce champ des mathématiques. ll raconte avoir découvert les principaux théorèmes sur les distributions en une seule nuit, qui fut, avec une autre où il captura 450 papillons intéressants, une des deux plus belles de sa vie. L'image de la découverte est bien différente de celle que le grand public se représente : selon celui-ci, on progresse du début à la fin par des raisonnements rigoureux, parfaitement linéaires, dans un ordre bien déterminé et unique qui correspond à la logique parfaite.
On doit à Laurent Schwartz d'autres travaux mathématiques, notamment en géométrie des espaces de Banach ou en probabilités. Laurent Schwartz était un grand pédagogue, réformant l'enseignement des mathématiques à l'École polytechnique, où il a été professeur de 1959 à 1980. Il y a aussi créé un laboratoire de mathématiques réputé, l'actuel centre de mathématiques Laurent-Schwartz.

### Activités politiques
Schwartz se situe lui-même dans un cadre moral, qu'il tient de son père, dans une parole gravée en lui et qui le guide dans toutes ses activités politiques d'adulte :

« Si, dans une circonstance déterminée, tu te trouves seul de ton avis contre tous les autres, essaie de les écouter, car peut-être ils ont raison et tu as tort. Mais si, après avoir réfléchi, tu conserves ton avis tout en restant seul, il faut le dire et le crier très fort. »

Le nom de Laurent Schwartz a dépassé le sérail des spécialistes en raison de ses activités politiques et humanitaires. Anticolonialiste et internationaliste, il étudia en profondeur la géoéconomie. La politique de « non-intervention » (1936-1938) pratiquée en France par le gouvernement de Léon Blum face à la montée en puissance du nazisme, aux purges staliniennes, à la guerre civile en Espagne était à ses yeux « une erreur politique majeure ». Il ne voyait par ailleurs dans le colonialisme rien d'autre que l'exploitation et l'oppression des peuples.
Il cherche des solutions à ces problèmes dans les théories trotskistes. Il crut en ces idées jusqu’à ce qu'il prît conscience que « le divorce entre trotskisme et réalité était devenu éclatant ». Il devint alors indépendant de tout parti (sauf pour quelques années dans les années 1960 ; après la crise de mai 1958 qui voit le retour de De Gaulle au pouvoir, il siège au bureau national du cartel de l'Union des forces démocratiques, qui rassemble la gauche anti-communiste et anti-gaulliste en vue des législatives de novembre 1958). Bien que son engagement dans le mouvement trotskiste soit de courte durée, Schwartz le revendique toute sa vie.
Pendant la guerre d'Algérie, il doit sacrifier la recherche. Il lutte en particulier contre la torture systématique pendant cette période. Il est cofondateur, en 1957, puis président, en 1960, du comité Maurice-Audin qui demande la vérité sur les circonstances de la mort du jeune mathématicien, arrêté et torturé par l'armée française sur ordre du général Massu. Laurent Schwartz écrit alors un article célèbre dans L'Express sur « la révolte des universités contre la pratique de la torture par le gouvernement ». Sa photo apparaît sur la couverture et l'article gagne l'attention du grand public. Il organise la soutenance de thèse in absentia de Maurice Audin dans le grand amphithéâtre de la Sorbonne en décembre 1957,, alors que le chercheur et militant anti-colonialiste a disparu depuis juin 1957, et apprend-on plus tard est mort sous la torture lors de sa détention à Alger, le mois de sa disparition.

Farouchement hostile à la guerre d'Algérie (et plus généralement partisan de la décolonisation), il signe le « manifeste des 121 », qui recommande aux militaires l'insubordination. Il est alors démis de son poste à Polytechnique par le ministre de la Défense Pierre Messmer, pour manquement à l'honneur, mais y reprend son enseignement quelque temps après. Dans une lettre, il répond au ministre : 

« Si j'ai signé la déclaration des 121, c'est en partie pour avoir vu depuis plusieurs années la torture impunie et les tortionnaires récompensés. Mon élève Maurice Audin a été torturé et assassiné en juin 1957, et c'est vous, monsieur le ministre, qui avez signé la promotion du capitaine Charbonnier au grade d'officier de la Légion d'honneur à titre exceptionnel, et celle du commandant Foulques au grade de commandeur de la Légion d'honneur (je dis bien « honneur »).
Venant d'un ministre qui a pris de telles responsabilités, les considérations sur l'honneur ne peuvent que me laisser froid. »

Il préside, avec le soutien du journal Témoignages et documents, une conférence de presse de trois réfractaires à l'armée qui appellent les jeunes à dire « Non, je ne marche plus. »
Dans la nuit du 22 au 23 septembre 1961, des attentats visent notamment son domicile, celui des parents du général Jacques Pâris de Bollardière, qui avait demandé à être relevé de son commandement en 1957 pour protester contre certaines méthodes de répression en Algérie, et la librairie de l'hebdomadaire anticolonialiste Témoignage chrétien.

À la fin de la guerre d'Algérie, Laurent Schwartz déplore que la loi d'amnistie ait notamment « oublié » les membres du réseau Jeanson, les insoumis et les déserteurs toujours emprisonnés ou exilés :
« Les tortionnaires, qui ont commis d'abominables crimes de guerre condamnés par la loi nationale et internationale, sont entièrement blanchis ; et des jeunes qui ont refusé la torture, qui l'ont dénoncée, qui ont refusé de servir dans une guerre inhumaine et injuste, alors que tant d'autres hommes ont été lâches, restent sanctionnés. »
À sa création en 1963, il est membre du comité de patronage du Mouvement contre l'armement atomique.
Par la suite, il milite activement pour l'indépendance du Viêt Nam et s'implique dans les premières réunions de sensibilisation de la jeunesse à la cause vietnamienne.
Avec d'autres mathématiciens, il est en France un organisateur de la campagne internationale de soutien au mathématicien ukrainien emprisonné Léonid Pliouchtch.
Une douzaine d'années plus tard, il participe à la protestation contre l'invasion de l'Afghanistan par l'Armée soviétique. Il est chargé par le président Mitterrand d'une expertise sur l'université française, qui aboutit en 1984 à la création du Comité national d'évaluation, dont il est de 1985 à 1989 le premier président. En 1983, il crée l'association Qualité de la science française.

### Activités sociales
Selon Alain Guichardet, Laurent Schwartz accordait une grande importance à « la défense des êtres humains qu’il estimait victimes d’injustices ». Parmi les exemples qu'il évoque, il est possible de citer les relations de Laurent Schwartz avec Maurice Pagat, fondateur en 1982 du syndicat des chômeurs :
- 1957 : membre fondateur puis président du comité Audin ; membre correspondant de la Société royale des sciences de Liège ; participation à « Témoignages et documents » créé par Maurice Pagat ;
- 1982 : il soutient Maurice Pagat au syndicat des chômeurs.

## Ouvrages
- Étude des sommes d'exponentielles réelles, Hermann, 1943[25], nouvelle édition 1959
- Théorie des distributions, Hermann, 2 volumes, 1950/1951[26], nouvelle édition 1966
- (en) Lectures on Complex Analytic Manifolds, Springer, 1986 (Lectures at the Tata Institute, Bombay 1955)
- Séminaire Schwartz à Paris de 1953 à 1961 [lire en ligne]
- Méthodes mathématiques pour les sciences physiques, Hermann, 1961[27]
- (en) Mathematics for the Physical Sciences, Hermann, 1966
- Analyse mathématique, 2 volumes, Hermann, 1967
- (en) Application of Distributions to the Theory of Elementary Particles in Quantum Mechanics, Gordon and Breach, 1968, 1988
- (en) Radon Measures on Arbitrary Topological Spaces and Cylindrical Measures, Oxford University Press, 1973 (Tata Lectures)
- Tenseurs, Hermann, 1975
- Analyse hilbertienne, Hermann, 1979
- Semi-martingales sur des variétés et martingales conformes sur des variétés analytiques complexes, Springer, 1980
- (en) Geometry and Probability in Banach Spaces, Springer, 1981
- Cours d’analyse, Hermann, 1981
- Pour sauver l’université, Éditions du Seuil, 1983
- (en) Semimartingales and Their Stochastic Calculus on Manifolds, Presses de l'Université de Montréal, 1984
- Analyse, Hermann, 1998
- Laurent Schwartz, Un mathématicien aux prises avec le siècle, Paris, Odile Jacob, 1997, 528 p. (ISBN 978-2-7381-0462-5, lire en ligne)

## Hommages

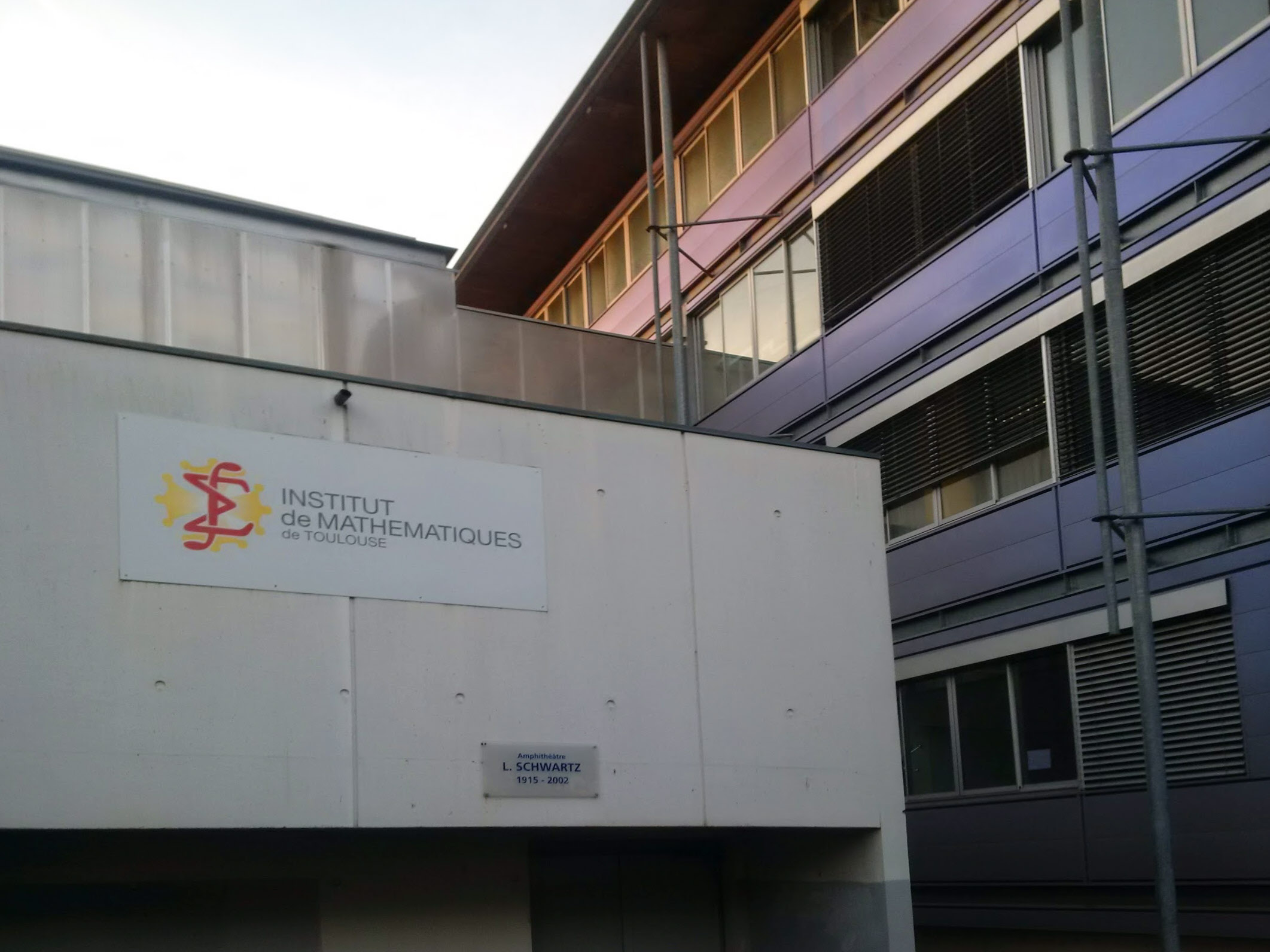
Institut de mathématiques de Toulouse, amphithéâtre Laurent-Schwartz.

- L'Institut de mathématiques de Toulouse possède un amphithéâtre Laurent-Schwartz.
- Une plaque commémorative a été inaugurée le 20 juin 2017 au 35-37 rue Pierre-Nicole (Paris), aux côtés de celle de Jean Guéhenno.
- Des rues Laurent Schwartz le commémorent à Autouillet et à La Valette-du-Var.
- Le Centre de mathématiques Laurent-Schwartz de l'École polytechnique porte son nom.